# 金猴降妖
《金猴降妖》，是中国上海美术电影制片厂于1985年出品的彩色遮幅式动画长片，根据《西游记》著名片段“三打白骨精”改编，全长90分钟。在国内外荣获不少奖项。

## 内容概要
孙悟空因大闹天宫被如来佛镇压在五指山下，500年后被唐僧解开封印便被唐僧收为徒弟，跟随唐僧一同前往西天取经。一路上唐僧又先后收了猪八戒与沙和尚两个徒弟，师徒四人一路经历千辛万苦来到了个叫白虎岭的地方，俗话山高必有怪，白骨夫人的部下飞来蝠查探到了唐僧师徒已到达白虎岭，便向白骨夫人汇报。白骨夫人为吃唐僧肉而巧施妙计化装成一位年轻女子前来引诱唐僧师徒，后被及时化缘回来的悟空给一棒打死了，后来白骨夫人又变成一个小孩的样子企图俘走唐僧，后被悟空识破将其扔下悬崖，白骨夫人趁机再次逃走，后与追来的悟空大打出手，因不敌而利用枯木变成自己的分身来牵制住悟空，自己便前去化作一位老翁，声称自己是妙龄女子的父亲，小孩的爷爷再次企图挟持唐僧，悟空再次赶来制止，唐僧见悟空又要杀人而念起了紧箍咒，悟空装死而一把抓住老翁的胡子将他踢下悬崖，白骨夫人再一次化作白烟溜走。悟空连伤三条人命，唐僧一气之下把悟空给赶走了，无奈的悟空只好依依不舍的含泪离开了他们，自己便回到花果山去了。唐僧师徒再次中了白骨夫人的奸计，并一举擒获，而八戒从中侥幸逃离白骨夫人的魔爪，前往花果山请求悟空救回师傅，悟空以死活都不肯再回去的名义支走了八戒，八戒因此再次被白骨夫人的众部下抓住。悟空紧跟小妖其后，套出了白骨夫人派遣小妖前往金狐洞请老太夫人来一同享用唐僧肉的事，便将小妖打死，自己化身为小妖给金狐大仙开路，在途中悟空现出本相将金狐大仙给烧死了，自己便冒充为金狐大仙的样子来到了白骨洞，八戒看出了其中的破绽。白骨夫人为了告诉大家擒获唐僧的真相而在场上大秀妙龄少女、小孩、老翁的三个变化，唐僧看了大吃一惊，不由悔恨起来，后悔自己有眼无珠而无情赶走了自己的大徒弟。悟空为之感动险些完全露出破绽，白骨夫人看到后大吃一惊，悟空赶忙称赞女儿的本领高强，为娘十分喜欢，还说趁今天高兴，自己也给大家变一个，摇身一变而现出本相，白骨夫人信以为真。后来白骨夫人知道中计而与悟空大战起来，几回合下来白骨夫人趁机挟走唐僧，将唐僧从空中扔下，悟空变出一朵浮云托住了唐僧。悟空再次向白骨夫人逃走的地方追去，周旋几回合后白骨夫人现出原形与悟空交战，白骨夫人不敌而逃走，悟空变作一只仙鹤追上白骨夫人便将其头骨啄落衔走，来到了唐僧身边，当着唐僧的面将白骨夫人的头骨焚化。唐僧与悟空和解，师徒四人再度踏上西天取经的旅程。

## 主创人员
- 编剧：特伟、色蕾
- 导演：特伟、严定宪、林文肖
- 造型设计：詹同、阎善春
- 背景设计：陈年喜
- 动画设计：常光希、张澋沅、张总青、杜春甫、徐建国、范本新、邬美坤、陆成法、陈明明、王加世、王复美
- 绘景：江爱坚、朱岷甫、李荣中、吴怀泽、力
- 摄影：游涌、蒋友毅、吴华荣
- 录音：侯申康、虞妙英
- 剪辑：肖淮海
- 效果：张元浩
- 摄影助理：钱金熙
- 录音助理：虞妙英
- 作曲：金复载
- 指挥：王永吉
- 演唱：汪燕燕
- 演奏：上海电影乐团
- 制片主任：费明修
- 剧务：赵德远
- 动画检验：杨艾华
- 动画：李美娟、娄烨、顾麟龙、陈锋、黄文平、徐祖明、冯权、李珊、高敏捷、陈赛雄、刘燕群、张建华、徐志坚、张斌、耿明敏、李晓
- 检验：钱佩钦
- 调色：吴萍萍
- 描线：施有成、严锦芳
- 上色：金德元、李文然
- 配音：李扬、谈鹏飞、洪融、吴鲁生、战车、赵兵、毕克、韦启昌

## 荣获奖项
- 1986年获第六届中国电影金鸡奖最佳美术片奖
- 广播电影电视部1985年优秀影片奖
- 1987年获法国布尔波拉斯文化俱乐部青年动画电影节长片奖和大众奖
- 1989年获第六届芝加哥国际儿童电影节动画故事片一等奖